# Cephaloplon pedunculatum
Cephaloplon pedunculatum là một loài bọ cánh cứng trong họ Cerambycidae.